# Der Herr der Welt (Verne)

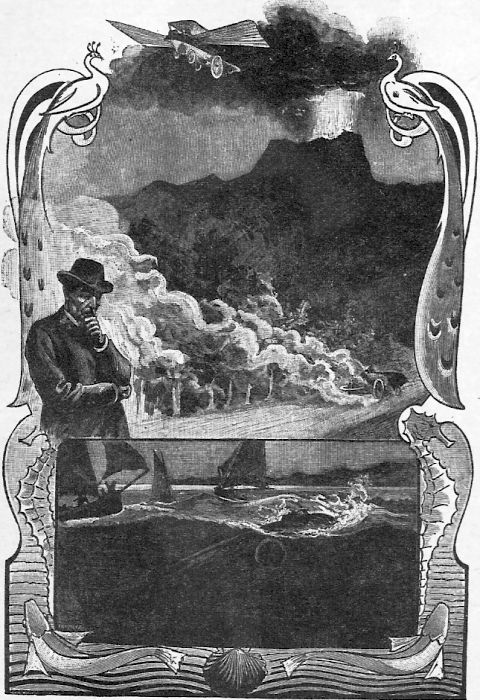
Originalillustration zu Maître du Monde von George Roux (1903)

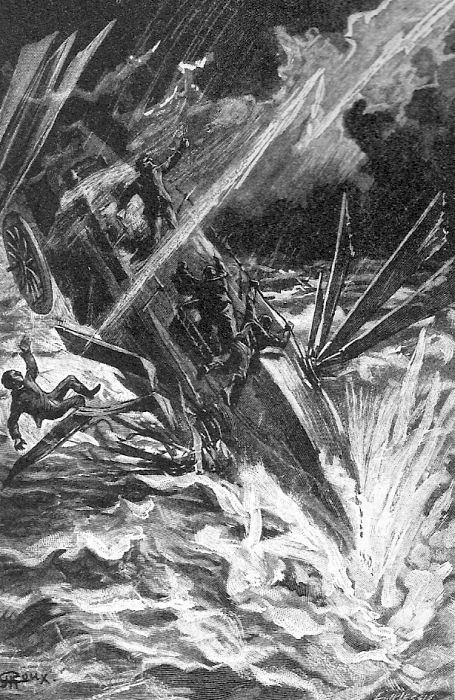
Der Absturz der Epouvante

Der Herr der Welt ist ein Roman des französischen Autors Jules Verne. Der Roman wurde erstmals 1904 von dem Verlag Pierre-Jules Hetzel unter dem französischen Titel Maître du monde veröffentlicht. Die erste deutschsprachige Ausgabe erschien 1905 unter dem Titel Herr der Welt. Der Herr der Welt ist die Fortsetzung von Robur der Eroberer, in der Robur nur eine Nebenrolle spielt.

## Handlung
Die Handlung des Romans spielt in den USA. Aus dem Gipfel des Great Eyry, eines weniger als 600 m hohen Berges in den Appalachen im Bundesstaat Nordkarolina quellen plötzlich Rauchwolken. Die Bewohner des Dorfes Pleasant-Garden, das am Fuße des Berges liegt, werden durch ein heftiges vermeintliches Erdbeben aus dem Schlaf gerissen. Auf dem Gipfel des Great Eyry erscheinen Flammen. Die Anwohner befürchten, dass der Great Eyry ein Vulkan ist. Der Versuch, mit einem Ballon über den Berg zu fliegen, um die Ursache dafür herauszufinden, schlägt fehl, da der Ballon von dem Wind in die falsche Richtung abgetrieben wird.
Der Inspektor John Strock aus Washington, D.C. erhält von seinem Vorgesetzten dem Polizeidirektor Ward den Auftrag, die mysteriösen Geschehnisse zu untersuchen. Beide glauben nicht an die Vulkan-Theorie. Strock reist nach Pleasant Garden und versucht mit einer Expedition, zu der zwei Führer und der Bürgermeister gehören, den Great Eyry zu besteigen. Sie müssen jedoch unterhalb des Gipfels umkehren, da sich dieser als unzugänglich erweist. Sie können die überhängende Wand, die den Gipfel des Great Eyry umgibt, nicht bezwingen.
Zwei Wochen später taucht ein unbekanntes Fahrzeug, das mit einer für die damalige Zeit unglaublich hohen Geschwindigkeit von etwa 240 km/h unterwegs ist, auf den Straßen des Bundesstaates Pennsylvania in der Umgebung von Philadelphia auf. Kurze Zeit später nimmt dasselbe Fahrzeug unangemeldet an einem Autorennen teil, das der Automobilclub von Milwaukee veranstaltet. Es verlässt die Rennstrecke, fährt an der Ziellinie vorbei und verschwindet im Michigansee.
Ein bewegliches Objekt erscheint mehrfach vor der Küste von Neuengland, verschwindet jedoch, bevor sich ihm ein Schiff nähern kann. Selbst von einem Marinekreuzer kann das Fahrzeug nicht eingeholt werden. Kurze Zeit darauf bilden sich auf dem Kirdallsee in Kansas bei Windstille an verschiedenen Stellen Strudel. Die Öffentlichkeit vermutet, dass sie von einem Seeungeheuer oder einem Unterseeboot verursacht werden.
Inspektor Strock wird beauftragt, die Geschehnisse zu untersuchen. In seinem Briefkasten findet er einen von H. d. W. unterschriebenen anonymen Brief, in dem er davor gewarnt wird, die Angelegenheit weiter zu verfolgen. Er stellt fest, dass er von zwei unbekannten Männern beschattet wird. Der unbekannte Erfinder des geheimnisvollen Fahrzeugs wird öffentlich aufgefordert seine Erfindung an die Regierung der Vereinigten Staaten zu verkaufen. Im Briefkasten des Polizeipräsidiums von Washington wird kurze Zeit später eine Antwort des Unbekannten an die Regierung gefunden. Der Brief wurde an Bord des geheimnisvollen Fahrzeuges, das den Namen Epouvante trägt, geschrieben. Der Unterzeichner, der Herr der Welt, erklärt, dass es zwecklos sei, zu versuchen, sich des Fahrzeugs zu bemächtigen. Er weigert sich, seine Erfindung an irgendjemanden zu verkaufen, und erklärt, dass er mit seiner unbezwingbaren Maschine die Herrschaft der Welt anstrebt.
Als Nächstes wird die Epouvante auf dem Eriesee in der Bucht von Black Rock, die in der Nähe von Toledo im Bundesstaat Ohio liegt, gesichtet. Inspektor Strock reist nach Toledo und lauert der Epouvante zusammen mit zwei Kollegen in der Bucht auf. Als die Epouvante auftaucht, gehen zwei Männer an Land, ein weiterer bleibt an Bord des Fahrzeugs. Die Polizisten verlassen ihr Versteck und geben sich zu erkennen. Die beiden Männer fliehen an Bord der Epouvante. Als das Fahrzeug fluchtartig die Bucht verlässt, verhakt sich der Anker im Gürtel von Inspektor Strocks Hose. Strock wird mitgeschleift und verliert das Bewusstsein.
Strock kommt wieder an Bord der Epouvante zu sich, die immer noch auf dem Eriesee schwimmt. Die drei an Bord befindlichen Männer ignorieren seine Versuche, mit ihnen ein Gespräch zu beginnen. Zwei Kriegsschiffe tauchen auf und greifen die Epouvante an. Die Epouvante flieht in Richtung der Niagarafälle. Die Kriegsschiffe stellen die Verfolgung ein. Kurz bevor sie die Fälle hinunterstürzt, erscheinen zwei Flügel am Rumpf der Epouvante, und die Epouvante fliegt davon. Die Epouvante wird im Flug von wie im Vogelflug schlagenden Flügeln angetrieben. Zusätzlich besitzt sie noch zwei Turbinen, die auch den Vortrieb im Wasser besorgen.
Die Epouvante landet auf ihrem Stützpunkt, der sich im Krater des vermeintlichen Vulkans Great Eyry befindet. Dort lernt Strock den Kommandanten kennen, den Herrn der Welt, der sich ihm als Robur der Sieger vorstellt. Dieser will seinen Stützpunkt auflösen, da er auf dem Great Eyry zu viel Aufsehen erregt hat. Nachdem die Mannschaft einen Vulkanausbruch vorgetäuscht hat, indem sie einen großen Haufen Gras anzündet, setzt die Epouvante ihren Flug fort.
Über dem Golf von Mexiko steuert der größenwahnsinnige Robur die Epouvante mit voller Absicht in ein Gewitter, in dem er einen Angriff auf seine Person sieht. Robur will Gott zeigen, dass dieser noch andere Götter neben sich dulden muss. Die Epouvante wird schließlich im Zentrum des Unwetters von einem Blitz getroffen, der die elektrische Anlage zur Explosion bringt. Die Epouvante stürzt aus einer Höhe von 300 m ins Meer. Strock ist der einzige Überlebende der Katastrophe, er wird, sich an ein Rad klammernd, von einem Schiff aufgenommen.

## Verfilmung
- Der Roman wurde 1961 in den USA von dem Regisseur William Witney mit Vincent Price als Robur und Charles Bronson als Inspektor Strock mit dem Titel Robur, der Herr der sieben Kontinente verfilmt. Die Handlung ist eine Verbindung von Robur der Eroberer und Der Herr der Welt.
- Weiterhin wurde dieser Roman 1976 als Animationsfilm verfilmt. Regisseur: Leif Gram, Originaltitel: Master Of The World; Länge im Original: 60 Minuten, deutsche VHS: 45(44) Minuten; Manuskript: John Palmer; Kamera Jenny Ochse und David McCullough; Herstellungsleitung: Walter J. Jucker; Regie: Leif Gram; Produktion: AIR PROGRAMS INTERNATIONAL 1976; Erste Ausstrahlung bei CBS am 23. Oktober 1976; Deutsche Bearbeitung CINESOR, Peter Kölsch